# Egira pallidior
Egira pallidior là một loài bướm đêm trong họ Noctuidae.